# ミシェル・ブラス
ミシェル・ブラス（Michel Bras, 1946年11月4日 - ）は、自然から料理を創作する料理人と称され、21世紀のフランス料理界を代表するといわれている、フランス中南部オーブラック（l'Aubrac）地方（オーヴェルニュ地域圏、ミディ＝ピレネー地域圏、ラングドック＝ルシヨン地域圏を含む地方のこと）の、ソムリエナイフで有名なラギオール（Laguiole）村でオーベルジュ（Auberge）「ミシェル・ブラス」を営むシェフ。
ミシェル・ブラスは、有名シェフに師事したり、高級レストランで修業したことはなく、両親の経営するオーベルジュ「ルー・マズュック（Lou Mazuc）」の厨房で料理を作る母親に学び、オーブラック地方の大地と空のなかで、彼独自の料理の世界を築き上げてきた。
フランス料理界で有名なレストランガイドの一つであるゴー・ミヨ（Gault-Millau）が、70年代末にブラスを扱ったとき、「上質だが素朴な郷土の素材を活かして、これほどシンプルで、軽やかで、多様で、創造的で、素晴らしい"饗宴"を仕上げる術を持っている者は、ミシェル・ブラスのほかにはいない」と評した。

## ミシェル・ブラスのスペシャリテ

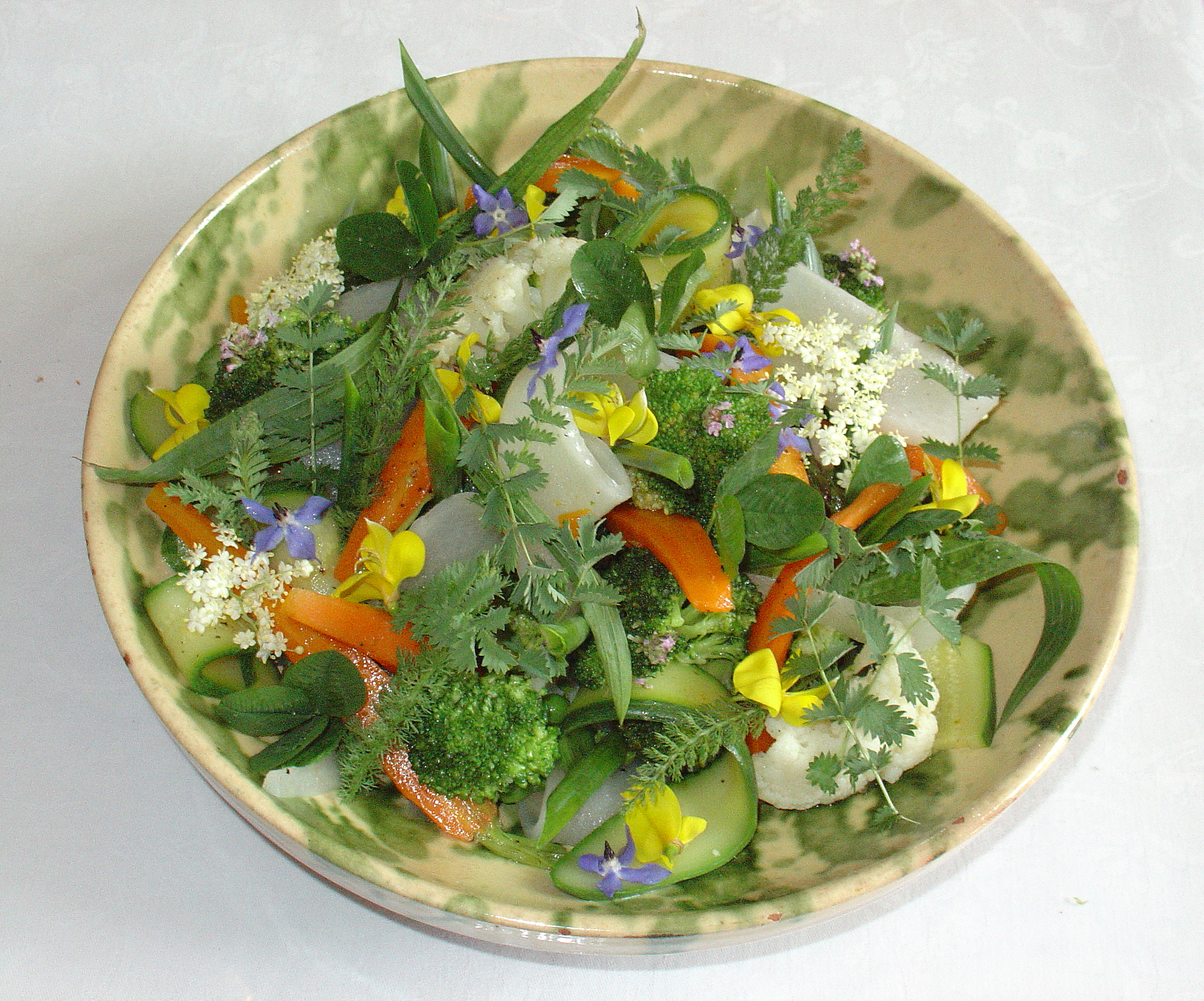
ガルグイユ

### ガルグイユ（Gargouillou）
ガルグイユは、もとは、ジャガイモと生ハムなどを煮込んだオーブラック地方の郷土料理。ミシェル・ブラスはそれを、その土地の野菜を使う基本はそのままに、四季折々の20～30種類の香草や若野菜30～40種類、野の花、キノコなどを、それぞれに最適な別々の調理法で仕立て、バターとハムでまとめ、ミシェル・ブラスの料理を代表する一品に仕上げている。

### アリゴ（Aligot）
アリゴは、オーブラックの修道院が巡礼にふるまった食べ物がルーツとされる、オーブラック地方の名物料理。ラギオールの凝乳チーズ＝アリゴの熟成前の塊（トム）に、ジャガイモのピュレ（puree）と牛乳とバターとニンニクを加えて練り、糸を引くような状態に仕上げたものに、ソーセージを付け合せた。

### クーラン（Coulant）
「流れ出る」という意味をもつ「クーラン（商標登録済）」は1981年に完成したデザート。ビスキュイ（Biscuit）にナイフを入れると、中からあたたかいチョコレートが流れ出て、アイスクリームとからまる、温かく、冷たいデザートである。

## カトラリー（cutlery）
食事の前にスタッフがカトラリーについて説明してくれる。
ミシェル・ブラスは、ソムリエナイフで有名なラギオール村の出身だが、ライヨール村には、一生に一本、質の良いナイフを持ち、手入れをしながら、それを生涯大切に使い続けるという伝統があり、今日の食事の間だけは、その伝統に倣って最後まで同じナイフでお楽しみ下さいという、シェフの思いが伝わってくる趣向である。もちろん頼めば換えてもらえるが、食べ終わったとき、パンでナイフをぬぐってナイフレストに置く。

## 略歴
- 1946年： フランス中南部の高原地帯 アヴェロン県ガブリヤック村生まれ。高等中学校を卒業後、ラギオール村で両親が経営するオーベルジュ「ルー・マズュック」の厨房に入り、シェフである母親について料理の修業を始める。
- 1978年： 両親から「ルー・マズュック」を引き継ぎ、ゴー･ミヨで2つ帽15点を獲得する。（32歳）
- 1982年： 徐々に評判を呼ぶようになった「ルー・マズュック」は、ミシュランの1つ星を獲得。
- 1986年： 「ルー・マズュック」、ミシュラン2つ星を獲得。
- 1988年： 「ルー・マズュック」、ゴー・ミヨ赤帽4つ19.5点を獲得。ミシェル・ブラスは、「本年度最高の料理人」に選ばれる。
- 1992年： 「ルー･マズュック」から5 kmのオーブラック高原の高台へ店を移転し、新たなレストラン「ミシェル・ブラス」オープン
- 1999年： ミシュラン3つ星を獲得（2007年現在 3つ星を維持）
- 2002年： 北海道洞爺湖畔の「ザ・ウィンザーホテル洞爺リゾート&スパ」に唯一の支店となる「ミッシェル・ブラス トーヤ・ジャポン（Michel Bras TOYA Japon）」を開店。(2020/04/30契約満了で閉店)